# جورج هنري إيمرسون
جورج هنري إيمرسون هو قاضي وسياسي كندي، ولد في 24 سبتمبر 1853، وتوفي في 6 مارس 1916.